# Dasyhelea mocambicana
Dasyhelea mocambicana är en tvåvingeart som beskrevs av Meillon 1942. Dasyhelea mocambicana ingår i släktet Dasyhelea och familjen svidknott.
Artens utbredningsområde är Moçambique. Inga underarter finns listade i Catalogue of Life.